# Vivans
Vivans – miejscowość i gmina we Francji, w regionie Owernia-Rodan-Alpy, w departamencie Loara.
Według danych na rok 1990 gminę zamieszkiwały 262 osoby, a gęstość zaludnienia wynosiła 10 osób/km² (wśród 2880 gmin regionu Rodan-Alpy Vivans plasuje się na 1366. miejscu pod względem liczby ludności, natomiast pod względem powierzchni na miejscu 306.).